# 先天性サイトメガロウイルス感染症
先天性サイトメガロウイルス感染症（せんてんせいサイトメガロウイルスかんせんしょう、Congenital cytomegalovirus infection）はサイトメガロウイルス (cytomegalovirus, CMV) の先天感染である。症状ははっきりしないことが多い。発疹、黄疸、小頭症、低出生体重、肝脾腫、新生児痙攣、網膜炎などを呈することがある。難聴や運動発達の遅滞、視覚障害、視覚障害に至る場合もある。
CMV はヘルペスウイルス科に属するウイルスである。 先天性サイトメガロウイルス感染症は、妊婦がサイトメガロウイルスに感染してCMVが胎児に伝わることによって起こる母親が妊娠初期に感染した場合、児の重症化リスクが高くなる。診断は出生3週間以内の尿などの検査で行われる。手指衛生を徹底し、乳幼児の唾液や尿に触れないことで感染のリスクは軽減される

## 症状
先天性サイトメガロウイルス感染症は小児の感音性難聴の20%を占めるとされる。
妊娠の 6 か月以上前に CMV に感染した女性（妊娠可能な年齢の 50%～80% を占める）で新生児の CMV 感染率は 1% で、重大な疾患や異常はみられない。
分娩や授乳を通じて児が CMV に感染する可能性があるが、通常、臨床症状をほとんど引き起こさない。輸血や多数の児との濃厚接触を通じて伝播する可能性もある。
妊娠中に CMV に初感染した場合、出生後に児が聴覚障害、視覚障害、知的・運動機能の低下などの CMV 感染合併症を発症するリスクがある。後天性 CMV 感染（母乳感染など) を呈した早産児は、将来的に認知機能や運動の障害を呈する可能性がある。
聴覚などの CMV 関連症状は、さらに発達遅延を引き起こす可能性があり、言語発達の遅延が起こりやすい。CMV の症状を有する児は、胎児性アルコール症候群やダウン症候群を有する児と比べて、長期的な神経学的および神経発達の合併症の発生率が高いと報告されている。
先天性サイトメガロウイルス感染症は、脳室内出血および新生児脳症の原因となることがある。

## 診断
尿検体などから診断される。

## 予防
初感染妊婦に対する高力価免疫グロブリンの投与が先天性サイトメガロウイルス感染症の予防に有効であることをが示されてきた。2014 年の研究では、先天性サイトメガロウイルス感染のリスクの有意な減少はみとめられなかった。

### 育児
乳幼児との接触は、CMV の主な感染源となり得る。

## 疫学
世界中で、100～500出生当たり先天性サイトメガロウイルス感染症が1例発生し、3000出生当たり1例が症候性で、7000出生当たり1例が死亡する。先天性サイトメガロウイルス感染症は、母の妊娠中の初感染（または再活性化）により発生する。先進国では CMV の抗体保有率が低く、発展途上国よりも先天性サイトメガロウイルス感染症が多いとされる。先進国では CMV 抗体陰性の母の最大 8% が妊娠中に初感染し、そのうち約50%で胎児感染に至る。感染した胎児の10%～15%が出生時に症状（肺炎、消化器疾患、眼疾患、神経疾患）を呈する。無症候性感染児の10%～15%が長期的な神経学的症状を呈する。CMV 感染児の 35% に感音性難聴、66% に認知機能障害がみられ、4%が死亡する。先天性サイトメガロウイルス感染症のない児の 1% が、母乳などを介して後天性のサイトメガロウイルス感染症を発症する。唾液や尿も感染経路となる。 

## 治療
先天性サイトメガロウイルス感染症の治療は生後1か月から開始し、6か月継続する必要がある。治療の選択肢として、ガンシクロビル静注とバルガンシクロビル内服がある。診断後、血液検査、画像検査、眼科検査、聴覚検査を通じて、その他の臓器障害を精査することが重要である。